# M5 (baioneta)
A baioneta M5 foi adotada pelas Forças Armadas dos EUA em 1953 para substituir outras baionetas do fuzil M1 Garand. Ela usa a bainha M8A1.

## Antecedentes
Durante a Guerra da Coreia, a baioneta M1, montada no fuzil M1, era considerada difícil de remover usando luvas pesadas. Como resultado, a baioneta M5 foi projetada e lançada em 1953. Este foi um redesenho total baseado na baioneta M4 usada pela carabina M1. A baioneta M5 não se parece em nada com a baioneta M1 original e é a única baioneta dos EUA sem um anel de montagem no cano na guarda cruzada, fazendo com que pareça mais uma faca de luta do que uma baioneta.

## Descrição
A baioneta M5 tem lâmina de 17,1 cm e comprimento total de 29 cm. O peso é de 330 g. A lâmina tem um lado afiado em todo o seu comprimento e sete centímetros do outro lado são afiados. Há um botão de liberação relativamente grande para lidar com a remoção enquanto se usa luvas.
O pino na proteção da baioneta se encaixa no parafuso de trava do cilindro de gás sob o cano do fuzil M1. As ranhuras de travamento são fixadas no retém de baioneta do fuzil. A M5 cabe apenas no M1 e não pode ser intercambiada com nenhuma outra arma de fogo.
Foram feitos três padrões diferentes: M5, M5-1 e M5A1.
Os punhos são de plástico moldado preto xadrez e todas as peças de metal têm acabamento parkerizado cinza escuro. Não há marcas na lâmina. O nome ou iniciais do fabricante e "US M5" (ou outro modelo) são encontrados estampados sob a guarda cruzada. Muitas baionetas da família M5 foram fabricadas na Coreia após a Guerra da Coreia e possuem "K" estampado no lugar de "EUA". Os fabricantes incluíam Aerial Cutlery, Jones & Dickinson Tool, Imperial Knife, Utica Cutlery e Columbus Milpar & Mfg. A M5A1 foi fabricada durante a década de 1960 e foi a última baioneta feita para o M1 Garand.

## M8 e M8A1 Scabbard
Existem duas variações desta bainha, ambas com corpo de fibra de vidro verde-oliva e boca de aço. A versão inicial da bainha M8 tinha apenas uma presilha para cinto e não tinha o gancho duplo que as bainhas de baioneta anteriores tinham para prender em equipamentos de transporte de carga, como o M1910 Haversack. A bainha M8A1 aprimorada fabricada posteriormente na Segunda Guerra Mundial possui o gancho de arame dobrado M1910. O flange da garganta da bainha é estampado "US M8" ou "US M8A1" na peça plana de aço junto com as iniciais do fabricante. Algumas bainhas M8 foram posteriormente modificadas com a adição do gancho M1910. Posteriormente, as bainhas M8A1 foram fabricadas com uma aba estendida modificada no suporte da teia para fornecer mais espaço para a baioneta M5, que roçava no cabo mais largo da baioneta. Esta bainha é correta para todas as baionetas dos EUA do pós-guerra, incluindo M4, M5, M6 e M7. Também era usada com a faca de luta M3.